# Torneo de Monterrey
El Torneo de Monterrey, conocido por razones de patrocinio como Abierto GNP Seguros, es un torneo profesional de tenis de la WTA que se disputa en Monterrey, México. Se juega en el Estadio GNP Seguros, dentro del Club Sonoma sobre cancha dura al aire libre. Pertenece a la categoría WTA 500. Este evento se llevó a cabo por primera vez en el año 2009 y es uno de los tres torneos de la temporada que se realizan en México junto a Mérida y Guadalajara

## Campeonas

### Individual
| Año  | Campeona                 | Finalista          | Resultado           |
| ---- | ------------------------ | ------------------ | ------------------- |
| 2009 | Marion Bartoli           | Na Li              | 6-4, 6-3            |
| 2010 | Anastasia Pavlyuchenkova | Daniela Hantuchová | 1-6, 6-1, 6-0       |
| 2011 | Anastasia Pavlyuchenkova | Jelena Janković    | 2-6, 6-2, 6-3       |
| 2012 | Tímea Babos              | Alexandra Cadantu  | 6-4, 6-4            |
| 2013 | Anastasia Pavlyuchenkova | Angelique Kerber   | 4-6, 6-2, 6-4       |
| 2014 | Ana Ivanović             | Jovana Jakšić      | 6-2, 6-1            |
| 2015 | Timea Bacsinszky         | Caroline Garcia    | 4-6, 6-2, 6-4       |
| 2016 | Heather Watson           | Kirsten Flipkens   | 3-6, 6-2, 6-3       |
| 2017 | Anastasia Pavlyuchenkova | Angelique Kerber   | 6-4, 2-6, 6-1       |
| 2018 | Garbiñe Muguruza         | Tímea Babos        | 3-6, 6-4, 6-3       |
| 2019 | Garbiñe Muguruza         | Victoria Azarenka  | 6-1, 3-1, ret.      |
| 2020 | Elina Svitólina          | Marie Bouzková     | 7-5, 4-6, 6-4       |
| 2021 | Leylah Fernandez         | Viktorija Golubic  | 6-1, 6-4            |
| 2022 | Leylah Fernandez         | Camila Osorio      | 6-7(5), 6-4, 7-6(3) |
| 2023 | Donna Vekić              | Caroline Garcia    | 6-4, 3-6, 7-5       |
| 2024 | Linda Nosková            | Lulu Sun           | 7-6(6), 6-4         |

### Dobles
| Año  | Campeonas                             | Finalistas                          | Resultado           |
| ---- | ------------------------------------- | ----------------------------------- | ------------------- |
| 2009 | Nathalie Dechy Mara Santangelo        | Iveta Benešová Barbora Strýcová     | 6-3, 6-4            |
| 2010 | Iveta Benešová Barbora Strýcová       | Anna-Lena Grönefeld Vania King      | 3-6, 6-4, [10-8]    |
| 2011 | Iveta Benešová Barbora Strýcová       | Anna-Lena Grönefeld Vania King      | 6-7(8), 6-2, [10-6] |
| 2012 | Roberta Vinci Sara Errani             | Kimiko Date-Krumm Shuai Zhang       | 6-2, 7-6(6)         |
| 2013 | Tímea Babos Kimiko Date-Krumm         | Eva Birnerová Tamarine Tanasugarn   | 6-1, 6-4            |
| 2014 | Darija Jurak Megan Moulton-Levy       | Tímea Babos Olga Govortsova         | 7-6(5), 3-6, [11-9] |
| 2015 | Gabriela Dabrowski Alicja Rosolska    | Anastasia Rodionova Arina Rodionova | 6-3, 2-6, [10-3]    |
| 2016 | Anabel Medina Arantxa Parra           | Petra Martić María Sánchez          | 4-6, 7-5, [10-7]    |
| 2017 | Nao Hibino Alicja Rosolska            | Dalila Jakupović Nadia Kichenok     | 6-2, 7-6(4)         |
| 2018 | Naomi Broady Sara Sorribes            | Desirae Krawczyk Giuliana Olmos     | 3-6, 6-4, [10-8]    |
| 2019 | Asia Muhammad María Sánchez           | Monique Adamczak Jessica Moore      | 7-6(2), 6-4         |
| 2020 | Kateryna Bondarenko Sharon Fichman    | Miyu Kato Yafan Wang                | 4-6, 6-3, [10-7]    |
| 2021 | Caroline Dolehide Asia Muhammad       | Heather Watson Saisai Zheng         | 6-2, 6-3            |
| 2022 | Catherine Harrison Sabrina Santamaria | Han Xinyun Yana Sizikova            | 1-6, 7-5, [10-6]    |
| 2023 | Yuliana Lizarazo María Paulina Pérez  | Kimberly Birrell Fernanda Contreras | 6-3, 5-7, [10-5]    |
| 2024 | Guo Hanyu Monica Niculescu            | Giuliana Olmos Alexandra Panova     | 3-6, 6-3, [10-4]    |